# NGC 5912
NGC 5912 је елиптична галаксија у сазвежђу Мали медвед која се налази на NGC листи објеката дубоког неба.
Деклинација објекта је + 75° 23' 5" а ректасцензија 15h 11m 40,5s. Привидна величина (магнитуда) објекта NGC 5912 износи 13,8 а фотографска магнитуда 14,8. NGC 5912 је још познат и под ознакама MCG 13-11-11, CGCG 354-22, KCPG 460B, PGC 54237.